# Wavignies
Wavignies é uma comuna francesa na região administrativa de Altos da França, no departamento de Oise. Estende-se por uma área de 9,81 km². Em 2010 a comuna tinha 1 249 habitantes (densidade: 127,3 hab./km²).